# 마이크 에드먼즈
마이크 에드먼즈(Mike Edmunds)는 영국의 천체물리학자로 우주의 화학적 조성 해석과 성간 먼지의 기원에 대한 연구로 유명하다.

## 학력
마이크 에드먼즈는 케임브리지 대학교에서 학사 학위 및 박사 학위를 수여 받았다.

### 경력
그는 35년 이상 웨일즈에서 살면서 일했는데 웨일즈의 카디프 대학교의 명예 교수이자 전 물리학 및 천문학 스쿨 학장이다. 그는 UK Research Councils, 왕립천문학회 및 Institute of Physics의 여러 위원회 및 패널로 활동했다. 그는 종전에 입자물리학 및 천문학 연구위원회(Particle Physics and Astronomy Research Council)의 위원이었다.

### 연구
마이크 에드먼즈의 주요 연구 분야는 은하와 우주의 화학적 조성을 결정하고 해석하는 것이다. 그는 성간 먼지의 기원에 대해서도 연구했다. 후기에는 사회 내에서의 천문학 및 과학의 역사에 집중했다.

### 안티키테라 메커니즘 연구 프로젝트
그는 안티키테라 메커니즘 연구 프로젝트를 이끌고 있는데, 이 프로젝트는 기원전 200년 경의 것으로 보이는 것으로 100년 전에 그리스 안티키테라 섬에서 해면 잠수부들이 발견한 놀라운 천문 기계인 안티키티라 기계를 조사하는 국제 협력 프로젝트이다.